# Райт, Джекки
Джон «Джекки» Райт (англ. John «Jackie» Wright; 24 сентября 1904, Белфаст, Северная Ирландия — 11 января 1989, Белфаст) — ирландский комедийный актёр, известный как участник «Шоу Бенни Хилла» («Лысый старик»).

## Биография
Джон Райт был самым старшим ребёнком (из двенадцати) в семье; сначала он работал на «Кадиллак» в Соединённых Штатах Америки, собирал автомобили, после наступления Великой депрессии стал работать в Белфасте, в сфере развлечений, сначала как музыкант, а потом и как комик.
Он работал на разных автостанциях, потом оказался в Америке. В свободное время играл на тромбоне (что гораздо позднее продемонстрировал в «Шоу Бенни Хилла», выпуск за март 1977 года) и бил чечетку. В годы Великой депрессии Райту пришлось заложить свой тромбон и вернуться в Ирландию, где следующие несколько десятилетий он путешествовал по стране в составе мюзик-холла — как тромбонист и комик.
В 1930-е годы он начал лысеть, сам себя именуя «Джеки Райт — лысая бомба». На телевидении Райт появился в 1960-е годы. Он выступал под своим настоящим именем, Джон Райт, но актеров с таким именем было много. Поэтому «маленький лысый парень» изменил своё имя (начиная с выпусков «Шоу Бенни Хилла» датированных октябрем 1970 года) на более запоминающееся Джек Райт — сам Бенни всегда звал его «Малыш Джеки». Райт был трезвенником, любил поесть, очень любил чай и много курил. На съемки он часто приходил с сигаретой в одной руке и пакетом чипсов в другой, хотя, в отличие от Бенни, никогда не набирал лишнего веса. В начале 1980-х годов Джеки снимал комнату в Лондоне в те полгода, когда шли съемки «Шоу», а в остальное время жил в родном Белфасте у сестры Лили.
Когда в 1979 году «Шоу Бенни Хилла» прославилось в США, Райт стал суперзвездой не меньшей величины, чем сам Бенни Хилл. В Штатах был его фан-клуб, и Райту присылали предложения сделать собственное телешоу. Джеки Райт во многом напоминал Хилла — оба никогда не женились, оба проявляли полное равнодушие к деньгам (сестра Джеки обнаружила в ящике его стола кучу необналиченных чеков).
Лучше всего Райту удавалось играть самого себя — старого человека, страдающего от проказ «взрослого мальчишки» Бенни. Это похлопывание по лысине стало едва ли ни «фирменным» гэгом шоу Хилла. Обычно немногословный, Джекки временами поддавался общей атмосфере, царившей на съемочной площадке, и выдавал такие идеи, за которые Бенни готов был его расцеловать. Так появилась на свет сценка о пожарных, где Райт был одет в форму на три размера больше, чем положено. Затем — длинноволосый светлый парик, надетый на лысую голову. И запотевшие очки, когда герой Райта оказывается сидящим в портативной парилке, из которой только что вышла эффектная дама.
В 1983 году Джеки в последний раз появился в «Шоу». Он снимался в скетчах для серий 1984 года, но активно участвовать в дальнейших съемках не смог из-за болезни, прогрессировавшей после операции на желудке, когда он начал «чувствовать себя неважно». Вскоре Джеки упал и сломал ногу и несколько ребер, а затем, гуляя по улице, снова упал и вывихнул бедро. С тех пор он испытывал мучительные боли. Эпизоды с участием Райта, снятые в 1982 году, Хилл будет вставлять в шоу до 1985 года, чтобы выплачивать Райту зарплату.
Райт покинул шоу в 1983 году из-за плохого здоровья. Через пять с половиной лет он умер 11 января 1989 года в больнице в Белфасте после тяжёлой и продолжительной болезни. На момент его смерти, Бенни Хилл заметил: «Он был прекрасный малыш… нет слов, чтобы передать мою печаль».